# Hilary (metropolita kruticki)
Hilary (ur. 1677, zm. 1757) – metropolita kruticki i kołomieński Rosyjskiej Cerkwi Prawosławnej od 1754 do dnia śmierci.